# Epinephelus tukula
Epinephelus tukula, thường được gọi là cá mú khoai tây, là một loài cá biển thuộc chi Epinephelus trong họ Cá mú. Loài này được mô tả lần đầu tiên vào năm 1959.

## Phân bố và môi trường sống
E. tukula có phạm vi phân bố rộng khắp Ấn Độ Dương và Tây Thái Bình Dương. Loài này được tìm thấy từ Biển Đỏ, bờ biển Nam Yemen và Đông Oman, men dọc theo bờ biển Đông Phi đến Nam Phi, bao gồm Madagascar và các hòn đảo xung quanh; băng qua bờ tây Ấn Độ và Sri Lanka đến bán đảo Mã Lai. Ở Thái Bình Dương, chúng có mặt từ quần đảo Hoàng Sa (Việt Nam), quần đảo Đông Sa và đảo Đài Loan, ngược lên phía bắc đến miền nam Nhật Bản; ở phía nam, chúng có mặt ở các đảo phía nam Indonesia; các vùng biển phía bắc Úc, phía đông giới hạn đến quần đảo Solomon. Cá trưởng thành sống xung quanh các rạn san hô và các bãi đá ngầm ở độ sâu khoảng từ 10 đến 150 m; cá con sống ở vùng nước nông hơn; có thể được tìm thấy trong các hồ thủy triều.

## Mô tả
E. tukula trưởng thành có chiều dài cơ thể lớn nhất được ghi nhận là 200 cm. Thân thuôn dài, hình bầu dục. Cơ thể cá trưởng thành có màu xám nâu hoặc xám nhạt với các vệt đốm lớn màu nâu sẫm với kích thước thường lớn hơn mắt. Đầu cũng có các dải sọc màu nâu, tỏa ra sau mắt. Vây cũng có nhiều đốm như thân. Đuôi bo tròn.
Số gai ở vây lưng: 11; Số tia vây mềm ở vây lưng: 14 - 15; Số gai ở vây hậu môn: 3; Số tia vây mềm ở vây hậu môn: 7 - 9; Số tia vây mềm ở vây ngực: 18 - 20; Số vảy đường bên: 62 - 70.
Thức ăn của E. tukula là các loài cá nhỏ hơn, động vật thân mềm và động vật giáp xác. Chúng được đánh bắt trong nghề cá.